# ريتشارد ستيفن هورفيتز
ريتشارد ستيفن هورفيتز (بالإنجليزية: Richard Steven Horvitz)‏ هو ممثل أمريكي، ولد في 29 يوليو 1966 بفان نويس في الولايات المتحدة.

## أعمال

### أفلام
- (1998) مولان[4][5][6][7]
- (2005) ابن القناع[8]

### مسلسلات
- زم الفضائي

## وصلات خارجية
- ريتشارد ستيفن هورفيتز على موقع IMDb (الإنجليزية)
- ريتشارد ستيفن هورفيتز على موقع روتن توميتوز (الإنجليزية)
- ريتشارد ستيفن هورفيتز على موقع ألو سيني (الفرنسية)
- ريتشارد ستيفن هورفيتز على موقع ميوزك برينز (الإنجليزية)
- ريتشارد ستيفن هورفيتز على موقع تيرنر كلاسيك موفيز (الإنجليزية)
- ريتشارد ستيفن هورفيتز على موقع أول موفي (الإنجليزية)
- ريتشارد ستيفن هورفيتز على موقع قاعدة بيانات الأفلام السويدية (السويدية)
- ريتشارد ستيفن هورفيتز على موقع قاعدة بيانات الفيلم (الإنجليزية)
- ريتشارد ستيفن هورفيتز على موقع ANN person (الإنجليزية)